# Ancien 4e arrondissement de Paris
Pour les articles homonymes, voir 4e arrondissement de Paris et 4e arrondissement.
On désigne par ancien 4e arrondissement de Paris le quatrième des douze arrondissements de Paris créés en 1795 et ayant existé jusqu'en 1860, année de l'agrandissement de Paris et de la réorganisation en vingt arrondissements, par la loi du 16 juin 1859.

## Délimitation
Le 4e arrondissement, d'une superficie de 52,5 ha, était délimité par les 1er et 2e arrondissements à l'ouest, les 3e et 5e arrondissements au nord, les 6e, 7e et 9e arrondissements à l'est et la Seine au sud :
- quai du Louvre
- place du Muséum (nom donné sous la Révolution à la place située à l'ouest de la Cour carrée du Louvre)
- place du Palais-Royal
- rue Saint-Honoré
- rue des Bons-Enfants
- rue Neuve-des-Bons-Enfants (partie disparue aujourd'hui à l'emplacement de la Banque de France et de la rue Radziwill)
- rue de la Feuillade
- place des Victoires
- rue Croix-des-Petits-Champs
- rue Coquillière
- rue du Four-Saint-Honoré (voie aujourd'hui disparue correspondant à l'actuelle rue Vauvilliers et son prolongement vers le Nord)
- rue Saint-Honoré
- rue de la Tonnellerie (voie aujourd'hui disparue correspondant à peu près à la partie sud de l'allée André-Breton du quartier des Halles)[4]
- rue de la Fromagerie (voie dans le prolongement sud de la rue Montmartre, aujourd'hui disparue à l'emplacement du forum des Halles)
- rue de la Chanvrerie (actuelle rue Rambuteau)

Plan des 12 arrondissements de Paris entre 1795 et 1849 avec les 48 quartiers

- rue Saint-Denis (jusqu'au Pont au Change)
- quai de la Mégisserie
- quai de l'École
- quai du Louvre

## Historique
Le 4e arrondissement, initialement dénommé « quatrième municipalité », est issu du regroupement de quatre des 48 sections créées en 1790 : Halle-aux-Blés, Muséum (ou Louvre), Gardes-Françaises (ou Oratoire) et Marchés (ou Halles).

Plan du quartier de Saint-Germain-L'Auxerrois, des Halles et du Châtelet en 1793-1795 avec, en superposition, le tracé contemporain (2014) des rues

## Quartiers
De 1811 à 1849
De 1811 à 1849, le 4e arrondissement était divisé en 4 quartiers :
1. quartier de la Banque de France ou plus simplement quartier de la Banque[note 1]
2. quartier du Louvre[note 2]
3. quartier des Marchés[note 3]
4. quartier Saint-Honoré[note 4]

De 1850 à 1860
De 1850 à 1860, le 4e arrondissement est divisé en trois quartiers :
1. quartier de la Banque
2. quartier du Louvre
3. quartier des Marchés

## Administration
Le siège de la municipalité se trouvait au no 29 de la rue Coquillière, dans l'ancien hôtel du fermier général Gigault de Crisenoy. En 1803, la mairie fut transférée dans l'hôtel du Chevalier-du-Guet situé au 4, place du Chevalier-du-Guet. Cette place, comme la rue éponyme, étaient ainsi nommées en raison de la présence d'un hôtel dans lequel logeait le chevalier ou commandant du guet, au XVe siècle, et qui fut confisqué à la Révolution. Ces voies disparurent en 1854 lors de l'ouverture de la rue de Rivoli et du prolongement de la rue Jean-Lantier vers l'est.
La mairie se déplaça en 1850 vers l'hôtel d'Angiviller, au no 4 de l'ancienne rue de l'Oratoire, sur un emplacement correspondant de nos jours à l'intersection des rues de Rivoli et du Louvre. Lors de l'ouverture de ces deux rues en 1854, l'hôtel fut démoli.
Le siège de la mairie de l'arrondissement fut déplacé une nouvelle fois et, de 1855 à 1860, s'installa au no 6 de la rue Boucher, dans un immeuble aujourd'hui disparu, l'emplacement étant occupé désormais par les locaux de La Samaritaine.

### Maires du4earrondissement

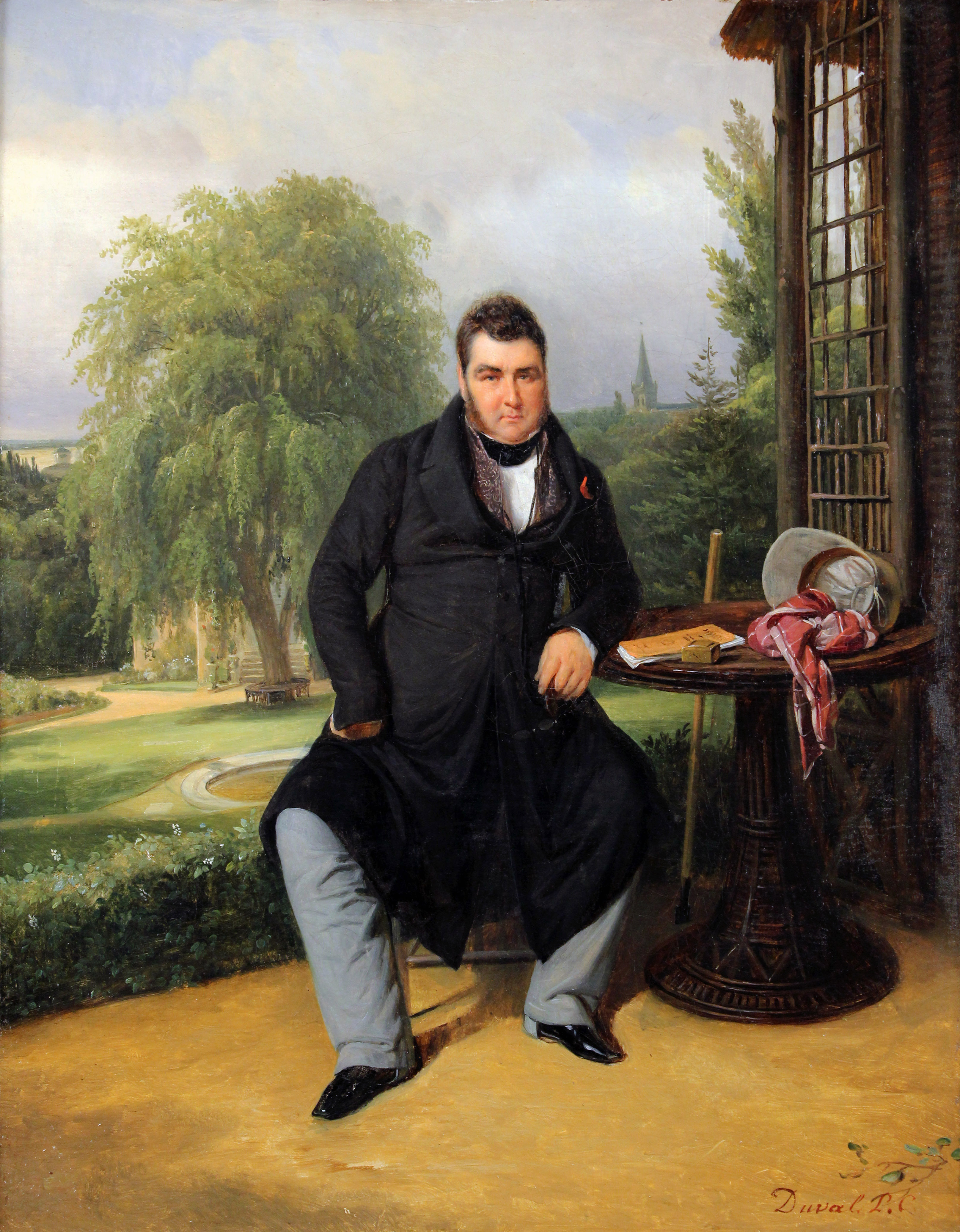
Portrait d'Athanase Legros, maire du 4e arrondissement de Paris de 1834 à 1839, par Pierre Duval Le Camus, vers 1835.

| Période | Identité                                 |
| ------- | ---------------------------------------- |
| 1795    | Théodore-François Huguet,                |
| 1799    | Guillaume Leroy                          |
| 1800    | Jean-Baptiste-Pierre Bevière             |
| 1805    | Louis Doulcet d'Egligny,                 |
| 1808    | Pierre-Bonaventure Lelong                |
| 1816    | Charles Le Brun                          |
| 1828    | Barthélemy Guiton                        |
| 1830    | Charles-Louis-Félix Cadet de Gassicourt, |
| 1834    | Athanase Legros                          |
| 1839    | Étienne-Pierre-Louis Chambry,            |
| 1848    | Charles Remy Lemor,                      |
| 1849    | L.A. Varin                               |
| 1855    | Charles Amance Prieur de la Comble       |

## Démographie
| 1793 | 1800   | 1806 | 1816   | 1821 | 1831   |
| ---- | ------ | ---- | ------ | ---- | ------ |
| -    | 37 777 | -    | 46 624 | -    | 44 734 |

| 1836   | 1841   | 1846   | 1851   | 1856   | - |
| ------ | ------ | ------ | ------ | ------ | - |
| 50 123 | 46 430 | 48 233 | 45 896 | 35 470 | - |

## Évolution

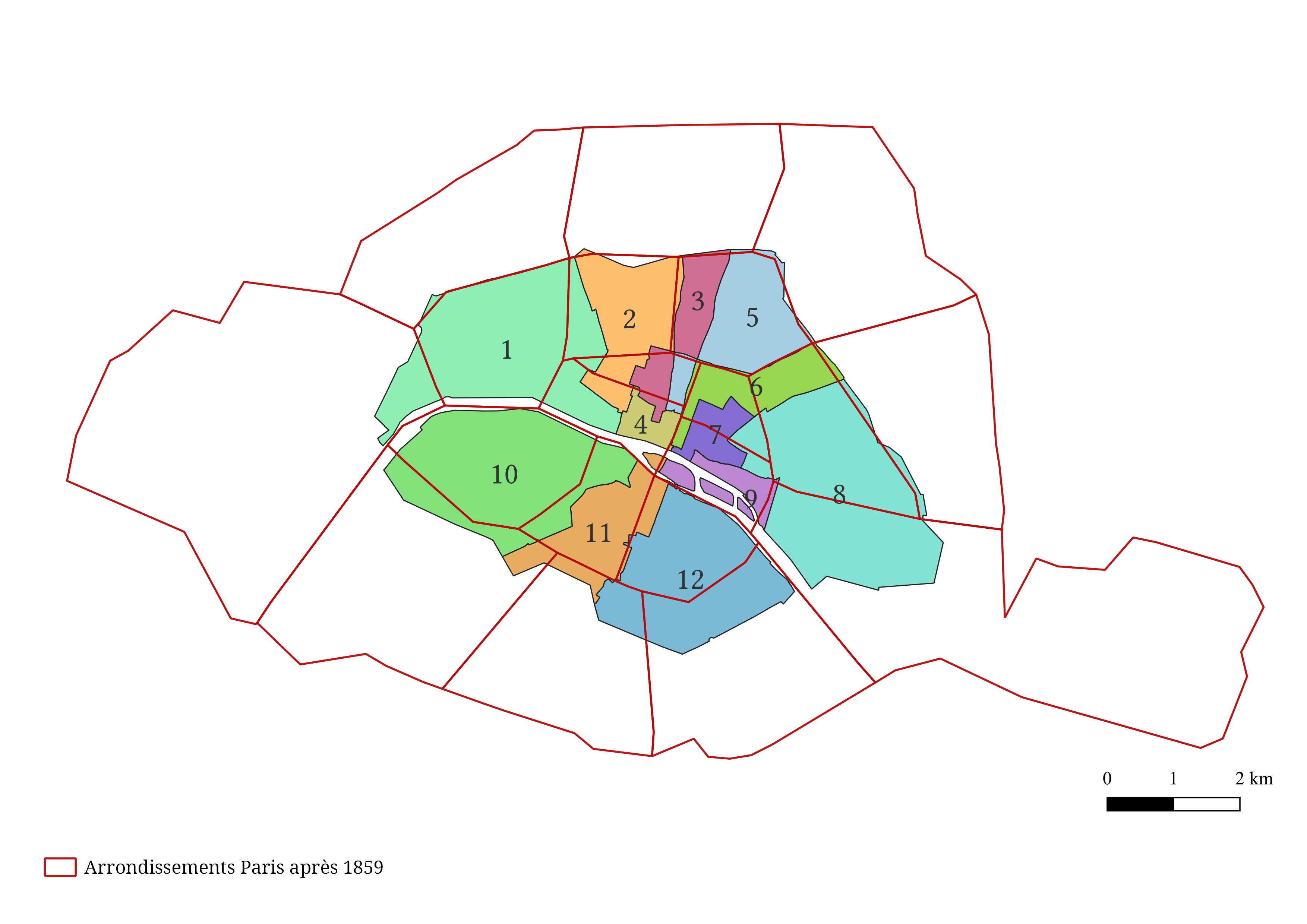
Superposition des anciens arrondissements avec les nouveaux d'après 1859 (en rouge).

En 1860, le quatrième arrondissement ancien disparaît dans le cadre de l'agrandissement de Paris et de son découpage en vingt nouveaux arrondissements, en application de la loi du 16 juin 1859. Son territoire est absorbé par le nouveau 1er arrondissement.